# Cyclocross Zonhoven 2013
De 18e editie van de Cyclocross Zonhoven in Zonhoven werd gehouden op 3 november 2013. De wedstrijd maakte deel uit van de Superprestige veldrijden 2013-2014. De titelverdediger was de Belg Sven Nys, die ook dit jaar als eerste over de finish kwam. 

## Mannen elite

### Uitslag
| Plaats | Naam              | Ploeg                     | Tijd    |
| ------ | ----------------- | ------------------------- | ------- |
| 1      | Sven Nys          | Crelan-Euphony            | 59'55"  |
| 2      | Niels Albert      | BKCP-Powerplus            | z.t.    |
| 3      | Klaas Vantornout  | Sunweb-Napoleon Games     | + 15"   |
| 4      | Lars van der Haar | Rabobank Development Team | + 29"   |
| 5      | Bart Aernouts     | AA Drink                  | + 57"   |
| 6      | Philipp Walsleben | BKCP-Powerplus            | z.t.    |
| 7      | Tom Meeusen       | Telenet-Fidea             | z.t.    |
| 8      | Wietse Bosmans    | BKCP-Powerplus            | + 1'51" |
| 9      | Niels Wubben      | Rabobank Development Team | z.t.    |
| 10     | Kevin Pauwels     | Sunweb-Napoleon Games     | + 1'57" |
| 11     | 0                 |                           |         |
| 12     | 0                 |                           |         |
| 13     | 0                 |                           |         |
| 14     | 0                 |                           |         |
| 15     | 0                 |                           |         |

| Pos. | Punten |
| ---- | ------ |
| 1    | 80     |
| 2    | 60     |
| 3    | 40     |
| 4    | 30     |
| 5    | 25     |
| 6    | 20     |
| 7    | 17     |
| 8    | 15     |
| 9    | 12     |
| 10   | 10     |
| 11   | 8      |
| 12   | 5      |
| 13   | 4      |
| 14   | 2      |
| 15   | 1      |

1958 · 
1959 · 
1960 · 
1961 · 
1962 · 
1963 · 
1964 ·
1965 ·
1966 · 
1967-2004 ·
2005 · 
2006 · 
2007 · 
2008 · 
2010 (februari) ·
2010 (oktober) · 
2011 · 
2012 · 
2013 · 
2014 · 
2015 · 
2016 · 
2017 · 
2018 · 
2019 · 
2020 ·
2021 · 
2022 · 
2023 · 
2024
 Cyclocross Ruddervoorde · 
 Cyclocross Zonhoven · 
 Bollekescross · 
 Cyclocross Asper-Gavere · 
 Cyclocross Gieten · 
 Cyclocross Diegem · 
 Vlaamse Aardbeiencross · 
 Noordzeecross